# Prédio do Arquivo Público Municipal de Feira de Santana
Prédio do Arquivo Público Municipal é um edifício construído no ano de 1917, no início do século XX localizado na área central de Feira de Santana, município no interior do estado da Bahia.

## História
O prédio é considerado o edifício público mais antigo de Feira de Santana, no interior da Bahia, construído com o intuito de abrigar uma instituição educacional. A escola batizada de Escola João Florêncio, foi idealizada e executada pelo então intendente do município, Agostinho Fróes da Motta, no início do século XX, no ano de 1917.
Por décadas, o prédio ocupou a Escola João Florêncio até a sua desativação. Após a desocupação da escola do prédio, o espaço ocioso passou por uma série de reformas para abrigar o arquivo público municipal de Feira de Santana. Em 27 de dezembro de 1987, após o decreto da lei 1077 promulgada pelo então prefeito José Falcão da Silva (PDS), permitiu que o prédio recebesse o arquivo municipal.
O acervo é composto por mais de mil livros históricos, além de mais de vinte mil documentos de diversos assuntos que abrangem a memória histórica, geográfica, administrativa, técnica, legislativa e jurídica do município. Além disse o arquivo guarda jornais, revistas, pôsteres dentre outros materiais de cunho histórico do município.
O arquivo recebe visitantes, estudantes, além de receber uma série de pesquisadores de diversas áreas do conhecimento em busca de documentos.

### Estrutura
O Arquivo Público Municipal tem um piso único e foi construído em alinhamento estreito com a rua. Foi construído em estilo eclético comum a outras edificações de Feira de Santana da época. Possui um portal ao centro, com duas janelas à esquerda e duas à direita.

## Tombamento
No ano de 1994, o prédio passou pelo processo de tombamento histórico junto ao Instituto do Patrimônio Artístico e Cultural da Bahia (IPAC), órgão estadual do governo baiano que visa conversar a memória do estado. Segundo o órgão, além de sua importância histórica pela arquitetura do início do século XX, o prédio foi o primeiro prédio público educacional do município e atualmente possui uma função de ser o edifício que guarda o arquivo da cidade.